# Rio Galbenele
O Rio Galbenele é um rio da Romênia, afluente do Valea Păstrăvăriei, localizado no distrito de Bihor.